# Selección de fútbol sala de Angola
La Selección de fútbol sala de Angola es el equipo que representa al país en la Copa Mundial de fútbol sala de la FIFA, en el Campeonato Africano de Futsal y en otros torneos de la especialidad; y es controlado por la Federación Angoleña de Fútbol.

## Estadísticas

### Copa Mundial de Futsal FIFA
| Copa Mundial de fútbol sala de la FIFA | Copa Mundial de fútbol sala de la FIFA | Copa Mundial de fútbol sala de la FIFA | Copa Mundial de fútbol sala de la FIFA | Copa Mundial de fútbol sala de la FIFA | Copa Mundial de fútbol sala de la FIFA | Copa Mundial de fútbol sala de la FIFA | Copa Mundial de fútbol sala de la FIFA |
| Año                                    | Ronda                                  | J                                      | G                                      | E                                      | P                                      | GF                                     | GC                                     |
| -------------------------------------- | -------------------------------------- | -------------------------------------- | -------------------------------------- | -------------------------------------- | -------------------------------------- | -------------------------------------- | -------------------------------------- |
| 1989 - 2004                            | No participó                           | No participó                           | No participó                           | No participó                           | No participó                           | No participó                           | No participó                           |
| 2008                                   | No clasificó                           | No clasificó                           | No clasificó                           | No clasificó                           | No clasificó                           | No clasificó                           | No clasificó                           |
| 2012                                   | No participó                           | No participó                           | No participó                           | No participó                           | No participó                           | No participó                           | No participó                           |
| 2016                                   | No clasificó                           | No clasificó                           | No clasificó                           | No clasificó                           | No clasificó                           | No clasificó                           | No clasificó                           |
| 2021                                   | Fase de grupos                         | 3                                      | 0                                      | 0                                      | 3                                      | 6                                      | 16                                     |
| 2024                                   | Fase de grupos                         | 3                                      | 0                                      | 0                                      | 3                                      | 11                                     | 22                                     |
| Total                                  | 2/10                                   | 6                                      | 0                                      | 0                                      | 6                                      | 17                                     | 38                                     |

### Campeonato Africano de Futsal
| Campeonato Africano de Futsal | Campeonato Africano de Futsal | Campeonato Africano de Futsal | Campeonato Africano de Futsal | Campeonato Africano de Futsal | Campeonato Africano de Futsal | Campeonato Africano de Futsal | Campeonato Africano de Futsal |
| Año                           | Ronda                         | J                             | G                             | E                             | P                             | GF                            | GC                            |
| ----------------------------- | ----------------------------- | ----------------------------- | ----------------------------- | ----------------------------- | ----------------------------- | ----------------------------- | ----------------------------- |
| 1996 - 2004                   | No participó                  | No participó                  | No participó                  | No participó                  | No participó                  | No participó                  | No participó                  |
| 2008                          | Fase de grupos                | 4                             | 1                             | 1                             | 2                             | 16                            | 25                            |
| 2016                          | Fase de grupos                | 3                             | 0                             | 0                             | 3                             | 6                             | 13                            |
| 2020                          | Tercer lugar                  | 5                             | 3                             | 0                             | 2                             | 14                            | 12                            |
| 2024                          | Subcampeón                    | 4                             | 3                             | 0                             | 2                             | 29                            | 21                            |
| Total                         | 4/7                           | 16                            | 7                             | 1                             | 9                             | 65                            | 71                            |

### Grand Prix
| Grand Prix de Futsal Record | Grand Prix de Futsal Record | Grand Prix de Futsal Record | Grand Prix de Futsal Record | Grand Prix de Futsal Record | Grand Prix de Futsal Record | Grand Prix de Futsal Record | Grand Prix de Futsal Record | Grand Prix de Futsal Record |
| Año                         | Ronda                       | J                           | G                           | E                           | P                           | GF                          | GC                          | DIF                         |
| --------------------------- | --------------------------- | --------------------------- | --------------------------- | --------------------------- | --------------------------- | --------------------------- | --------------------------- | --------------------------- |
| 2005                        | No participó                | No participó                | No participó                | No participó                | No participó                | No participó                | No participó                | No participó                |
| 2006                        | No participó                | No participó                | No participó                | No participó                | No participó                | No participó                | No participó                | No participó                |
| 2007                        | 13.er lugar                 | 3                           | 0                           | 1                           | 2                           | 6                           | 9                           | -3                          |
| 2008                        | 13.er lugar                 | 6                           | 2                           | 1                           | 3                           | 12                          | 24                          | –12                         |
| 2009                        | 16º Lugar                   | 6                           | 0                           | 1                           | 5                           | 13                          | 21                          | -8                          |
| 2010                        | No participó                | No participó                | No participó                | No participó                | No participó                | No participó                | No participó                | No participó                |
| 2011                        | 11º Lugar                   | 6                           | 1                           | 3                           | 2                           | 22                          | 28                          | -6                          |
| 2013                        | No participó                | No participó                | No participó                | No participó                | No participó                | No participó                | No participó                | No participó                |
| 2014                        | No participó                | No participó                | No participó                | No participó                | No participó                | No participó                | No participó                | No participó                |
| 2015                        | 7º Lugar                    | 4                           | 1                           | 0                           | 3                           | 7                           | 13                          | -6                          |
| 2018                        | No participó                | No participó                | No participó                | No participó                | No participó                | No participó                | No participó                | No participó                |
| Total                       | 5/11                        | 25                          | 4                           | 6                           | 15                          | 60                          | 95                          | –35                         |

### Mundialito
| Futsal Mundialito Record | Futsal Mundialito Record | Futsal Mundialito Record | Futsal Mundialito Record | Futsal Mundialito Record | Futsal Mundialito Record | Futsal Mundialito Record | Futsal Mundialito Record | Futsal Mundialito Record |
| Año                      | Ronda                    | J                        | G                        | E                        | P                        | GF                       | GC                       | DIF                      |
| ------------------------ | ------------------------ | ------------------------ | ------------------------ | ------------------------ | ------------------------ | ------------------------ | ------------------------ | ------------------------ |
| 1994                     | No participó             | No participó             | No participó             | No participó             | No participó             | No participó             | No participó             | No participó             |
| 1995                     | No participó             | No participó             | No participó             | No participó             | No participó             | No participó             | No participó             | No participó             |
| 1996                     | No participó             | No participó             | No participó             | No participó             | No participó             | No participó             | No participó             | No participó             |
| 1998                     | No participó             | No participó             | No participó             | No participó             | No participó             | No participó             | No participó             | No participó             |
| 2001                     | No participó             | No participó             | No participó             | No participó             | No participó             | No participó             | No participó             | No participó             |
| 2002                     | No participó             | No participó             | No participó             | No participó             | No participó             | No participó             | No participó             | No participó             |
| 2006                     | 3º Lugar                 | 4                        | 2                        | 0                        | 2                        | 8                        | 15                       | -7                       |
| 2007                     | 6º Lugar                 | 3                        | 0                        | 1                        | 2                        | 7                        | 22                       | –15                      |
| 2008                     | 3º Lugar                 | 4                        | 2                        | 0                        | 2                        | 12                       | 12                       | 0                        |
| Total                    | 3/9                      | 11                       | 4                        | 1                        | 6                        | 27                       | 49                       | -22                      |

### Juegos de la Lusofonía
| Lusophony Games Record | Lusophony Games Record | Lusophony Games Record | Lusophony Games Record | Lusophony Games Record | Lusophony Games Record | Lusophony Games Record | Lusophony Games Record | Lusophony Games Record |
| Año                    | Ronda                  | J                      | G                      | E                      | P                      | GF                     | GC                     | DIF                    |
| ---------------------- | ---------------------- | ---------------------- | ---------------------- | ---------------------- | ---------------------- | ---------------------- | ---------------------- | ---------------------- |
| 2006                   | 3º Lugar               | 4                      | 2                      | 0                      | 2                      | 27                     | 14                     | +13                    |
| 2009                   | 3º Lugar               | 4                      | 2                      | 0                      | 2                      | 14                     | 11                     | +3                     |
| Total                  | 2/2                    | 8                      | 4                      | 0                      | 4                      | 41                     | 25                     | +16                    |